# Sirop de sorgo
Pour les articles homonymes, voir Sorgo.

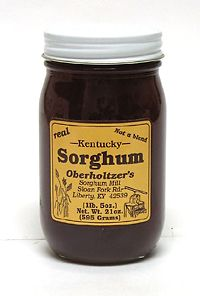
Pot de sirop de sorgo du Kentucky

Le sirop de sorgo ou mélasse sorgo ou encore sorghum, est un sirop tiré des tiges du Sorgo commun, une céréale d'origine africaine, cultivée pour ses graines et pour le fourrage.
La production industrielle de sucre et de sirop de sorgo est principalement localisée aux États-Unis d’Amérique, ou les rendements sont de 1 000 litres de sirop par ha.
Le sorgo semble également être la plante idéale pour fournir des agro-carburants peu chers, à croissance rapide et peu consommateurs d'eau. Les Philippines travaillent activement dans ce sens.[réf. souhaitée]
La tige est pressée pour extraire le jus qui sera chauffé afin d’évaporer l’eau donnant  ainsi un sirop couleur or. Le sirop est cuit jusqu’à 108 à 110 °C ou lorsque le Brix atteint 78 à 80°Bx.
Le jus de sorgo contient 95 % d’oses et 5 % de minéraux (pourcentage d’extrait solide). 